# Animal aquatique

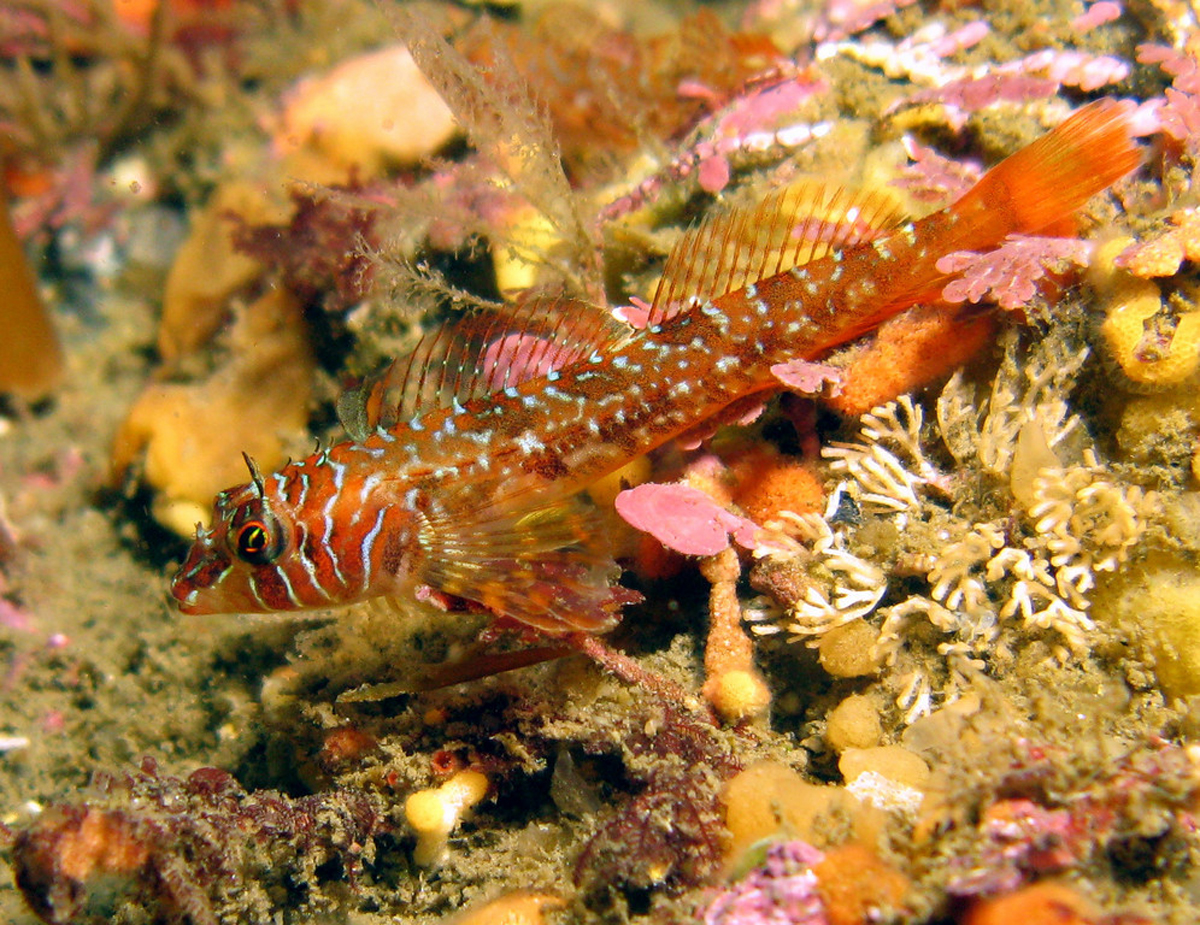
Jordania zonope

Un animal aquatique est un animal, soit vertébré soit invertébré, qui vit dans l'eau (douce ou saumâtre) pendant la plus grande partie ou l'ensemble de sa vie. 
De nombreux animaux aquatiques font l'objet de mesure de protection du fait de la fragilité de leur milieu (pollution) ou de prélèvements passés intenses (surpêche).

## Source
- (en) Cet article est partiellement ou en totalité issu de l’article de Wikipédia en anglais intitulé « Aquatic animal » (voir la liste des auteurs).

### Articles liés
- Mammifère aquatique
- Mammifère marin
- Plante aquatique
- Amphibien
- Liste de la faune de la mer du Nord